# Lucky Luke
Lucky Luke es una serie franco-belga de historietas del oeste, en parte paródica y en parte de homenaje al lejano oeste, protagonizada por el vaquero homónimo. Creada por el dibujante belga Morris para el Almanach 47 de Spirou en 1946, a partir de la novena historia contó con varios guionistas, entre los cuales el más famoso es René Goscinny. Desde la muerte de Morris, en el 2001, Achdé se encarga de los dibujos.
Junto a Blake y Mortimer, Marsupilami, Titeuf, Las aventuras de Tintín, Johan y Pirluit, Los Pitufos y Astérix el Galo, Lucky Luke es uno de los cómics más populares de la Europa continental. Se ha traducido a 23 idiomas. Para 2021 han aparecido 81 álbumes de la serie y 3 ediciones especiales/homenajes, inicialmente publicados por Dupuis. Entre 1968 y 1998 fueron publicados por Dargaud y luego por Lucky Productions. Desde el año 2000 son publicadas por Lucky Comics. Cada historia se publicó por primera vez en una revista: en Spirou de 1946 a 1967, en Pilote de 1967 a 1973, en Lucky Luke en 1974-75, en la edición francesa de Tintín en 1975-76, y en varias otras revistas desde entonces.
La serie también ha tenido adaptaciones en otros medios, como películas de animación y series de televisión, películas de acción real, videojuegos, juguetes y juegos de mesa.

## Argumento
Aunque siempre se le describe como un vaquero, Luke suele actuar más como un héroe que corrige injusticias o como guardaespaldas de alguien, aventuras en las que siempre sale triunfante gracias a su ingenio y a su increíble destreza con las armas, de donde proviene su eslogan, el «hombre que dispara más rápido que su propia sombra.» Una misión recurrente de Luke es la de capturar a los miembros de una pandilla, los relativamente torpes pero peligrosos hermanos Dalton, Joe, William, Jack y Averell. Cabalga en Jolly Jumper, «el caballo más inteligente del mundo» y a menudo le acompaña el perro guardián de la prisión, Rantanplán, «el perro más tonto del universo».
Luke se encuentra con muchas figuras históricas del Viejo Oeste, como Calamity Jane, Billy the Kid, el juez Roy Bean o la banda de Jesse James, y participa en eventos como los de custodiar las diligencias de Wells Fargo, el Pony Express, la construcción del primer ferrocarril transcontinental, la carrera por las tierras no asignadas de Oklahoma o una gira de la actriz francesa Sarah Bernhardt. Algunos de los álbumes incluyen artículos de una página sobre el contexto histórico de los acontecimientos que figuran en ellos. Goscinny dijo en una ocasión que él y Morris intentaban basar las aventuras de Lucky Luke en hechos reales siempre que fuera posible, pero que no dejaban que los hechos se interpusieran en una historia divertida.
La cronología de los álbumes es deliberadamente turbia, y en la mayoría de ellos no se indica ningún año concreto. Los villanos y personajes incidentales basados en personas reales vivieron a todo lo largo de la mayor parte de la segunda mitad del siglo XIX. Por ejemplo, en el álbum Daily Star, Lucky Luke conoce a un joven Horace Greeley, antes de su traslado a Nueva York en 1831. El juez Roy Bean, que fue nombrado juez en 1882, aparece en otro álbum, y en otro álbum más, Lucky Luke participa en el tiroteo de Coffeyville de 1892 contra la banda de los Dalton. El propio Lucky Luke aparece en todas las historias sin que su edad cambie.
Excepto en las primeras historias, en las que dispara y mata a Mad Jim y a la antigua banda de los hermanos Dalton en Coffeyville, nunca se ve a Luke matar a nadie, prefieriendo en cambio desarmar a sus enemigos disparándoles a las armas en sus manos.
En el último panel de cada historia, excepto las más antiguas, Lucky Luke se aleja solitario sobre Jolly Jumper, cabalgando hacia la puesta de sol, cantando (en inglés) «I'm a poor lonesome cowboy, and a long way from home...» (Soy un pobre vaquero solitario, y estoy lejos de casa...)
En varios de los números, los guionistas se mofan de su propio recurso: en una historieta, Jolly Jumper, el caballo de Lucky Luke, le dice: «Encuentro que ya va siendo hora de que cambies de repertorio, cow-boy.»

## Historia

### Primeros años

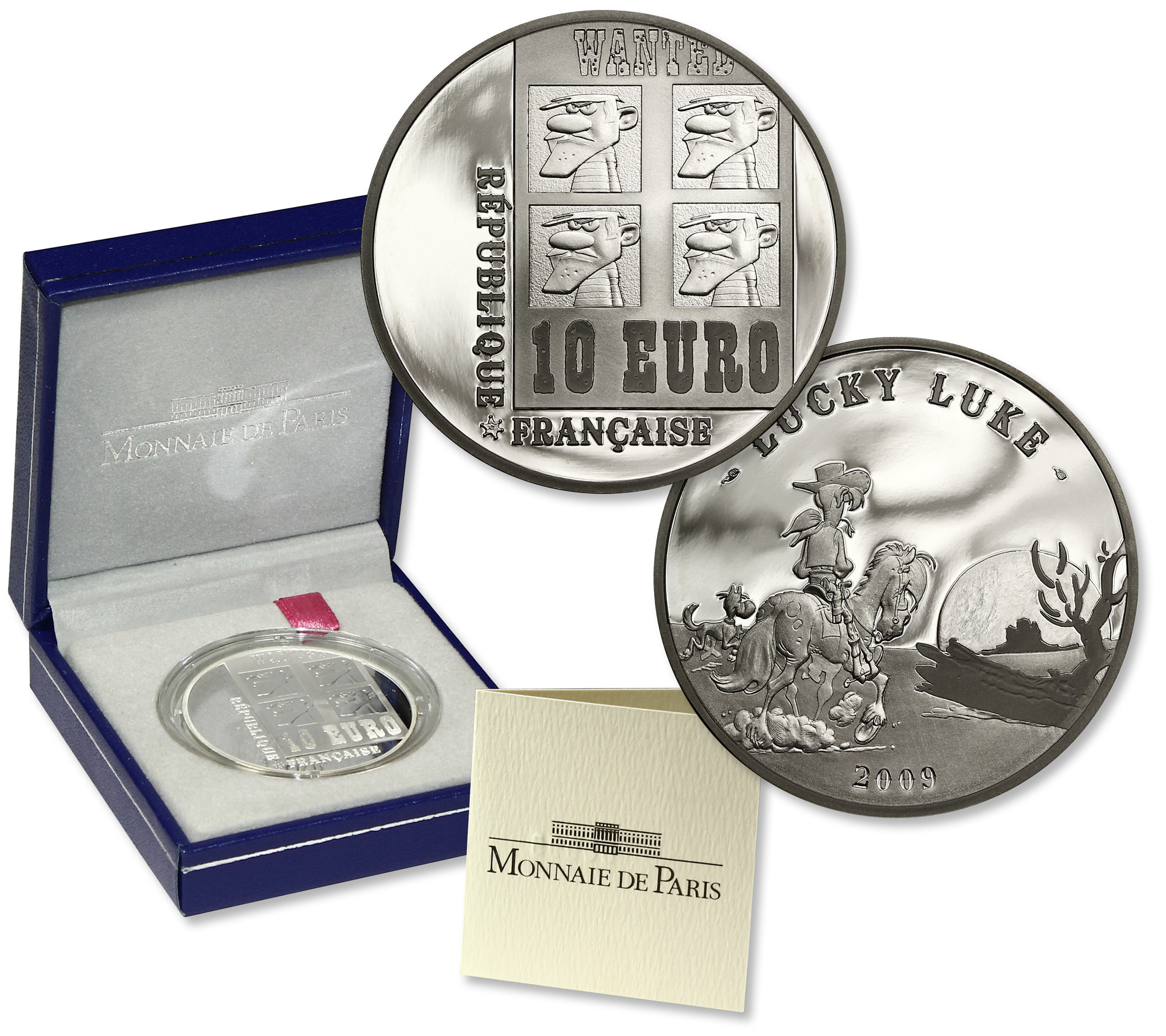
Monedas proof de 10 euros de Lucky Luke

Lucky Luke se publicó por primera vez en 1946 en el Almanach 47 de la revista Spirou con la historia Arizona 1880. El estilo gráfico de la serie se inspiró en los dibujos animados con líneas redondas para los personajes. El escenario era simplemente una serie de giros de eventos fáciles y gags gráficos.
Morris escogió publicar en la revista Spirou en lugar de la rival Tintín porque encontró a Spirou más abierta y más fantasiosa que su competidora, que estaba muy influenciada por el estilo de Hergé. Además, ya trabajaba en el estudio de caricaturas del editorial Dupuis (que publicaba Spirou) y había dibujado algunas caricaturas para la revista Le Moustique, que en ese momento era propiedad de Dupuis. Por consejo de su editor, se fue a vivir con Jijé, el único autor belga de la época que, en palabras del propio Morris, se tomaba en serio los cómics. Allí conoció a André Franquin, que acababa de hacerse cargo de la serie Spirou y Fantasio, y un poco más tarde a Will, que se encargaba de Tif y Tondu. En contacto con Jijé, aprendió muchas técnicas del cómic, en particular a dibujar croquis del natural, gracias a varias sesiones semanales sobre modelos vivos.
En 1948, Morris, Franquin y la familia de Jijé deciden marcharse a Estados Unidos. Para Jijé, esta salida era sobre todo política, pues temía una tercera guerra mundial que transformara a Europa en una zona ocupada por las tropas de Iósif Stalin o en una zona devastada por las bombas atómicas. Para Morris, el viaje estaba motivado más por el deseo de descubrir los escenarios y los métodos de trabajo de los autores en Estados Unidos, que consideraba el país del cómic. En junio de 1949, tras varios meses en México, sus compañeros de viaje regresaron a Europa. Morris, en cambio, permaneció en Estados Unidos, desde donde siguió enviando tiras regulares a Spirou. En 1949 se publicó La mina de oro de Dick Digger, el primer álbum de la serie. También trabajó para varias revistas de cómic estadounidenses e ilustró libros infantiles. Durante su estancia de seis años, conoció a Harvey Kurtzman, entonces redactor jefe de la revista de cómics Mad. Estos contactos con autores de historietas estadounidenses tuvieron una gran repercusión en su obra. Fue bajo la influencia de los colaboradores de Mad que convirtió a Lucky Luke en una verdadera parodia. Fue también durante su estancia en Estados Unidos cuando Morris dio vida a los hermanos Dalton, inspirándose en los verdaderos hermanos Dalton, a los que investigó en la biblioteca de Nueva York.
El correo a Europa era a veces difícil, hasta el punto de que, para ahorrar en estampillas, Morris empezó a dibujar sus placas por ambas caras durante algún tiempo. A raíz de esto, una de las planchas no llegó a publicarse, ni en la revista ni en un álbum, ya que los fotograbadores de Dupuis no se dieron cuenta de que también se había utilizado el reverso.

### Años Morris-Goscinny

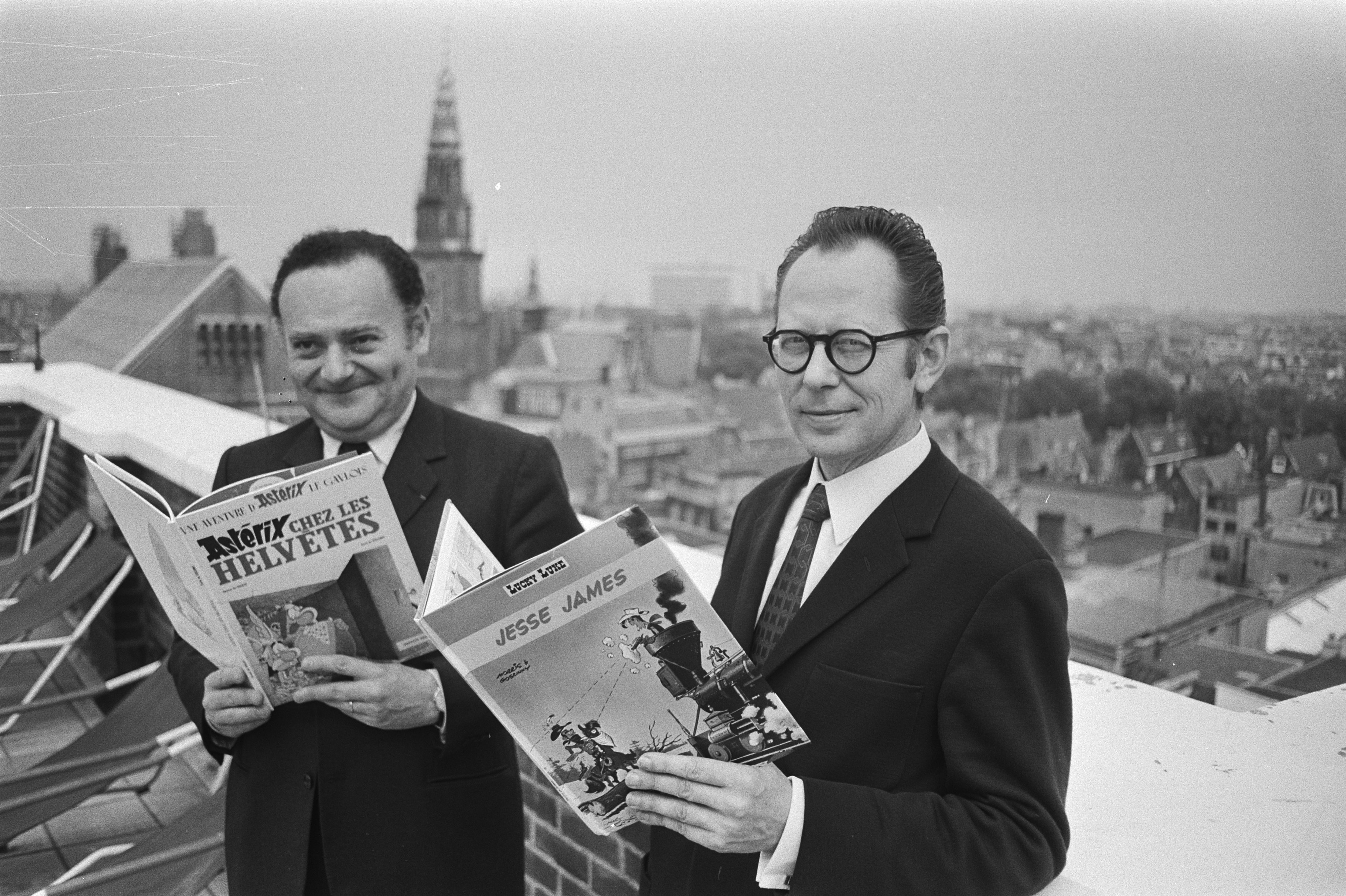
Morris (derecha) y René Goscinny en 1971

En los Estados Unidos, a través de Jijé, Morris tuvo un encuentro crucial con el francés René Goscinny, que para entonces trabajaba en la cadena de montaje de una empresa de tarjetas postales hechas a mano. Encontrando excepcional el guion escrito por René Goscinny para una película de animación que proyectaba Jijé, Morris le pidió a Goscinny que escribiera el guion de una historia de Lucky Luke. Morris quería así concentrarse únicamente en el aspecto gráfico, pero también dar nueva sangre a la serie. Con Goscinny, los guiones de la serie empezaron a tener verdadera sustancia. Fue Goscinny quien creó la canción que canta Lucky Luke en el cierre y añadió nuevos personajes secundarios cómicos que sirvieran de contrapartida a Lucky Luke, al que no encontraba lo suficientemente gracioso.
En 1957, a raíz de las numerosas cartas que exigían el regreso de los hermanos Dalton, que habían muerto ahorcados tras un asalto a un banco en la historia Hors-la-loi, se crearon nuevos personajes, primos ficticios de los forajidos reales, en la historia Los primos Dalton (Joe, William, Jack y Averell). Se prefirió esta opción a la idea de traer a los famosos bandidos de vuelta del más allá. El separarse de la historia real de los bandidos le permitió a Goscinny insertar más fantasía en los personajes de los Dalton. Dos años más tarde, siguiendo una idea de Morris de introducir un nuevo personaje en la serie, apareció Rantanplan, un perro estúpido, parodia de Rintintin, en la historia Tras la pista de los Dalton.
Morris, considerando que ediciones Dupuis hacía un mal trabajo de distribución de la serie en el mercado francés, decidió recurrir a un editor francés; a finales de los años 60, Lucky Luke abandonó las páginas de la revista Spirou y de la editorial Dupuis por las de la revista Pilote y la editorial Dargaud. Con este cambio de editor, la popularidad de Lucky Luke y las ventas de sus álbumes aumentaron considerablemente. La serie Lucky Luke hizo su última aparición en Spirou del n.º 1537 al n.º 1556 con la historia Le Pied-Tendre. Al contrario de lo que se rumorea, Morris no dejó el editorial Dupuis ni a petición de René Goscinny, que quería reunir sus series en Pilote, ni porque Dupuis se negara a imprimir Lucky Luke en tapa dura.

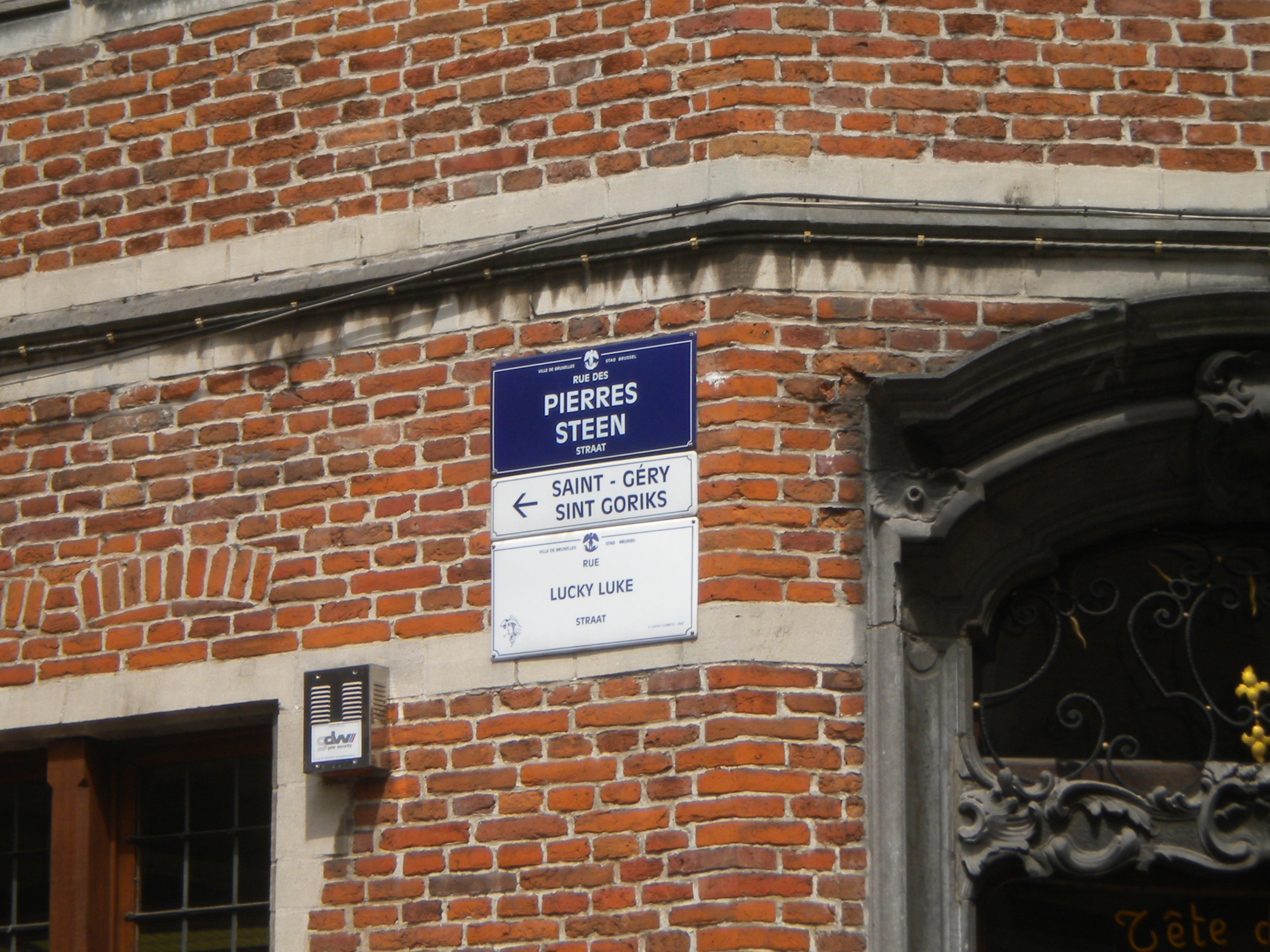
La calle Lucky Luke en Bruselas

La primera historia publicada en Pilote fue Dalton City en el número 441 de la revista, y al mismo tiempo salió a la venta La Diligence, el primer álbum de Lucky Luke publicado por Dargaud. Fue en esta ocasión cuando René Goscinny inventó la ya famosa frase: «L'Homme qui tire plus vite que son ombre» («El hombre que dispara más rápido que su sombra»), que se puso en el encabezado de los álbumes. La transición de la serie de la revista Spirou a Pilote le permitió a Goscinny abordar temas más modernos como introducir historias de amor (p. ej., en Dalton City), la victimización de los nativos americanos durante la conquista del Oeste (p. ej., en Canyon Apache), la ambigüedad de los héroes wéstern motivados únicamente por el afán de lucro (p. ej., en Chasseur de primes) o incluso el psicoanálisis (La Guérison des Dalton).
La presencia regular de Lucky Luke en la revista Pilote apenas duró cinco años. Observando que la revista había cambiado de cara y de público, Goscinny y Morris consideraron que la serie ya no tenía cabida allí. Así pues, Lucky Luke hizo su última aparición en 1973 en el número 736 de Pilote con el final de la historia L'Héritage de Rantanplan. A partir de ese momento, la serie se volvió itinerante. A veces aparecía en revistas de historietas como Tintín o Spirou, a donde hizo su regreso, y a veces en Pif Gadget, pero también en periódicos generales como Le Nouvel Observateur o Paris Match. Mientras tanto, se creó la revista Lucky Luke, a partir de una idea de la editorial Dargaud, que pensó que la serie tenía posibilidades de ser la estrella de una publicación periódica. La revista, lanzada en 1974, cuando las revistas de historietas atravesaban un período de crisis, solo apareció durante un año y tuvo 12 números.
En 1971, Lucky Luke se convirtió en héroe de dibujos animados con la película Lucky Luke, posteriormente rebautizada como Daisy Town, para la que Goscinny escribió el guion y Morris el guion gráfico. En 1978 se estrenó una segunda película, La Ballade des Dalton, dirigida por los dos autores con la ayuda de Pierre Tchernia, en los estudios Idéfix (creados por Goscinny, Uderzo y Dargaud). Goscinny había fallecido el año previo de un ataque al corazón, sin poder asistir al montaje final de la película.

### Después de Goscinny

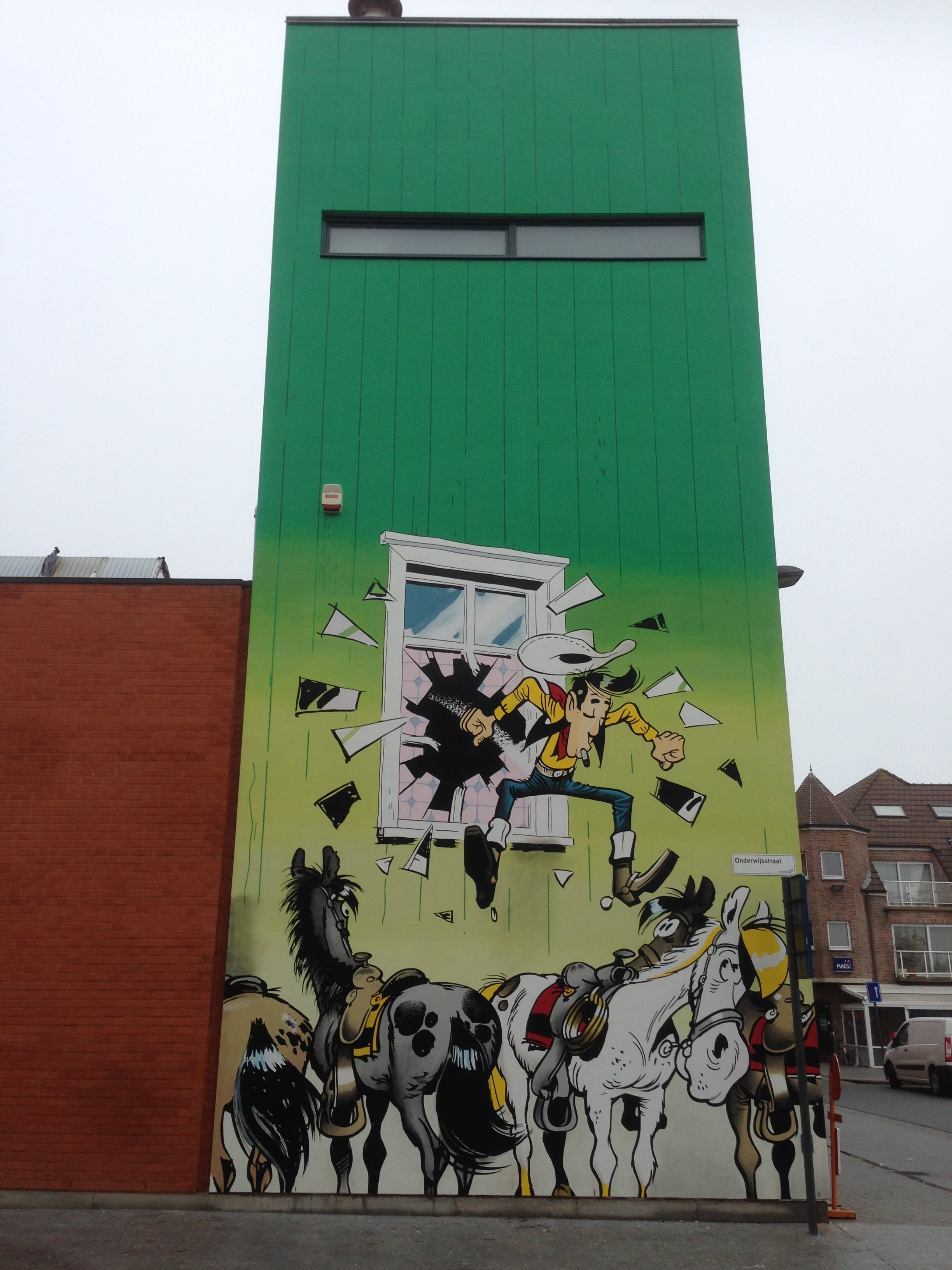
Lucky Luke en un muro de Middelkerke. Mural creado en octubre de 2016 por Art Mural a.s.b.l.

Sin Goscinny, Morris empezó a recurrir a varios guionistas, pero todos tuvieron dificultades para relevar a Goscinny. Al mismo tiempo, los estudios Dargaud produjeron animaciones de historias cortas basadas en guiones de Bob de Groot, Greg y Vicq. Morris, en cambio, quería que se animaran las historias largas de los álbumes en su totalidad. Para Morris, Jean Léturgie y Xavier Fauche fueron los guionistas que más se asemejaron al estilo multiniveles de Goscinny (un primer nivel para niños y segundo nivel para los adultos), pero la colaboración terminó mal entre Morris y los dos guionistas. El primero lo demandó, y luego creó una serie similar llamada Cotton Kid. En 1984, el estudio estadounidense Hanna-Barbera Productions produjo una serie animada, pero la serie no tuvo éxito en Estados Unidos, si bien fue popular en Europa. En 1991, el estudio francés IDDH se hizo cargo de otra serie animada. Durante este periodo, Morris cedió los derechos de autor de la serie a la sociedad Beechroyd, que le redistribuyó el dinero en función de las ventas. En 1991, la serie abandonó Dargaud para incorporarse a Lucky Productions, una empresa que se encargaba únicamente de la serie, creada en Suiza por amigos de Morris y su esposa. Dos años después, se creó una nueva empresa para administrar los productos derivados, llamada Lucky Licensing.
Debido al éxito del personaje de Rantanplán, Morris creó una serie derivada en la que no aparecía Lucky Luke. La serie Rantanplán fue un éxito, lo que llevó a la creación de otra serie paralela llamada Kid Lucky, que contaba la historia de la juventud de Lucky Luke. Las series derivadas se encargaron a asistentes sin que Morris creara un estudio. Después de dos álbumes, y a pesar de las buenas cifras de ventas, Kid Lucky fue interrumpido por Morris, que consideró que la serie no tenía el potencial necesario para continuar. Posteriormente, Lucky Productions, que produjo todas estas series, se unió a Dargaud para crear Lucky Comics, que publica en la actualidad los antiguos álbumes de Dargaud y Lucky Productions, así como los nuevos álbumes y los de la serie Rantanplán.

### Después de Morris

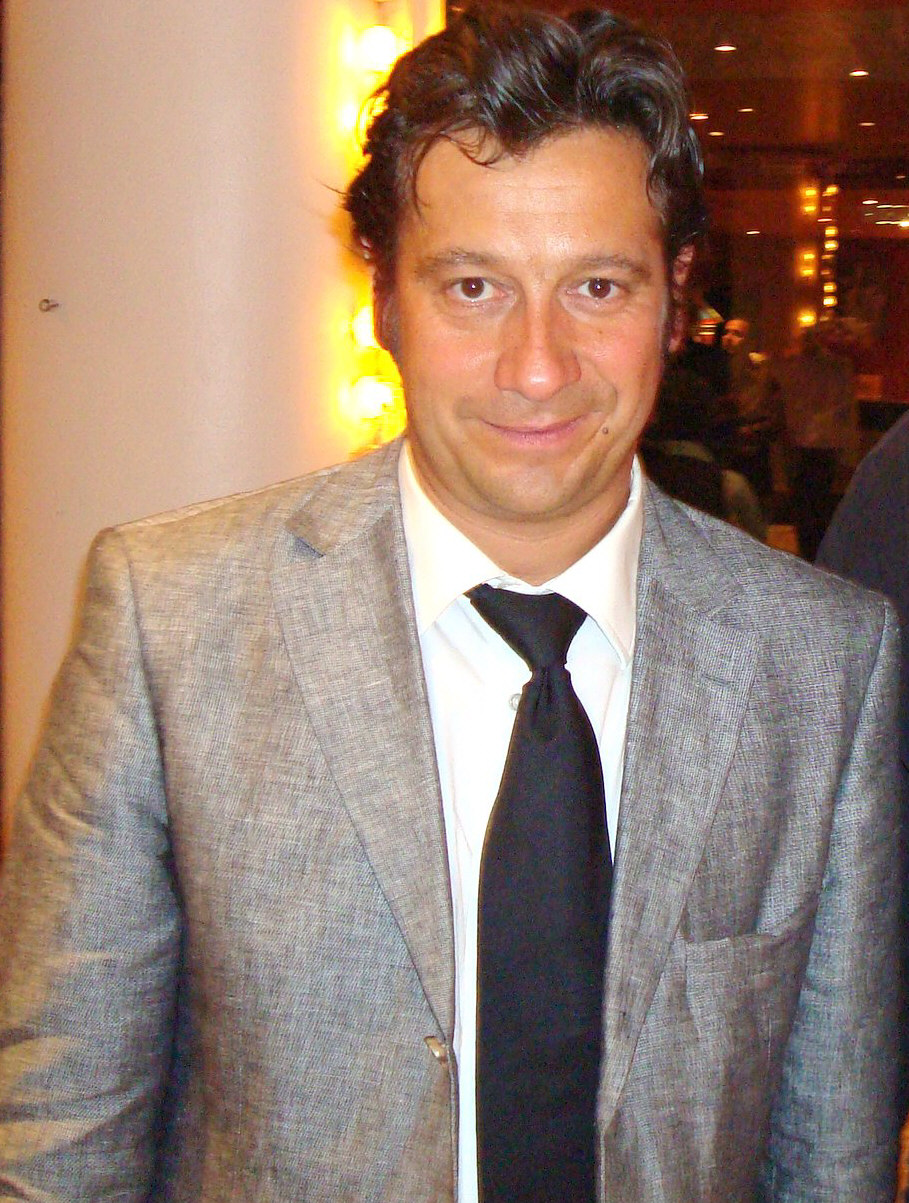
Laurent Gerra ha escrito cuatro álbumes de la serie tras la muerte de Morris.

Tras la muerte de Morris en 2001, la serie fue retomada por Achdé como dibujante y Laurent Gerra (imitador, humorista y actor) como guionista bajo el título genérico de Les aventures de Lucky Luke d'après Morris (Las aventuras de Lucky Luke después de Morris) y con una nueva enumeración, para señalar la diferencia entre los álbumes dibujados por Morris y los dibujados por Achdé. Morris había descubierto a Achdé gracias a una placa dibujada por éste en un álbum de homenaje al creador de Lucky Luke. Achdé se probó en la serie Rantanplan en forma de tira y conoció a Philippe Ostermann, director editorial de Dargaud. Ostermann le propuso hacerse cargo de Lucky Luke, un año después de la muerte de Morris. A continuación, Achdé probó suerte con un pequeño álbum en formato italiano (horizontal) titulado Le Cuisinier français. El estilo gráfico que Achdé se impuso a sí mismo fue el que Morris usó en la serie que iba de la historia Calamity Jane a la historia Le Fil qui chante. A la hora de escribir sus guiones, Laurent Gerra dejó de lado el aire perverso que es común en sus espectáculos de comedia. Como los álbumes de Gerra se publicaban una o dos veces cada dos años, en 2009 se anunció la creación de un segundo equipo de guionistas para fomentar la publicación de álbumes con mayor frecuencia. Así, Tonino Benacquista y Daniel Pennac, todavía con Achdé a cargo de los dibujos, fueron contratados para escribir nuevos álbumes, alternando con Gerra.
A finales de 2011, Lucky Comics decidió retomar la serie Kid Lucky con el mismo espíritu que Les aventures de Lucky Luke bajo el nombre de Les aventures de Kid Lucky d'après Morris. Achdé sigue encargándose de los dibujos y escribió él mismo el guion de los dos primeros álbumes, L'apprenti cowboy y Lasso périlleux.

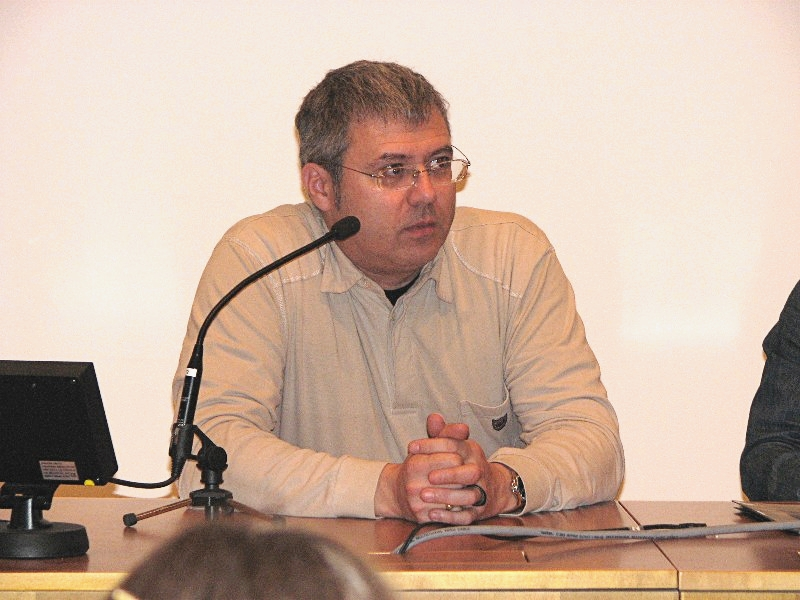
Achdé se hizo cargo de los dibujos de la serie tras la muerte de Morris

En septiembre de 2015, el creador y autor de la serie Silex and the City, el francés Jul, fue anunciado como nuevo guionista de la serie, para un primer álbum previsto para noviembre de 2016. Achdé siguió encarcagado del dibujo.
En 2016, con motivo del 70 aniversario del personaje, se anunciaron dos álbumes de homenaje. Matthieu Bonhomme dibujó L'Homme qui tua Lucky Luke (El hombre que mató a Lucky Luke), que fue muy bien recibido por el público y la crítica. Guillaume Bouzard a su vez publicó en 2017 su álbum de homenaje Jolly Jumper ne répond plus. Al igual que muchos comentaristas de la prensa, Frédéric Potet, en Le Monde des Livres, elogió su obra diciendo: «Hacía un buen tiempo no nos reíamos tanto leyendo un Lucky Luke».
En 2020, tras el álbum La Terre promise en 2016 y el álbum Un cowboy à Paris en 2018, Jul y el dibujante, Achdé, decidieron abordar el tema de la segregación racial en un nuevo álbum titulado Un cowboy dans le coton.

## Personajes

### Lucky Luke

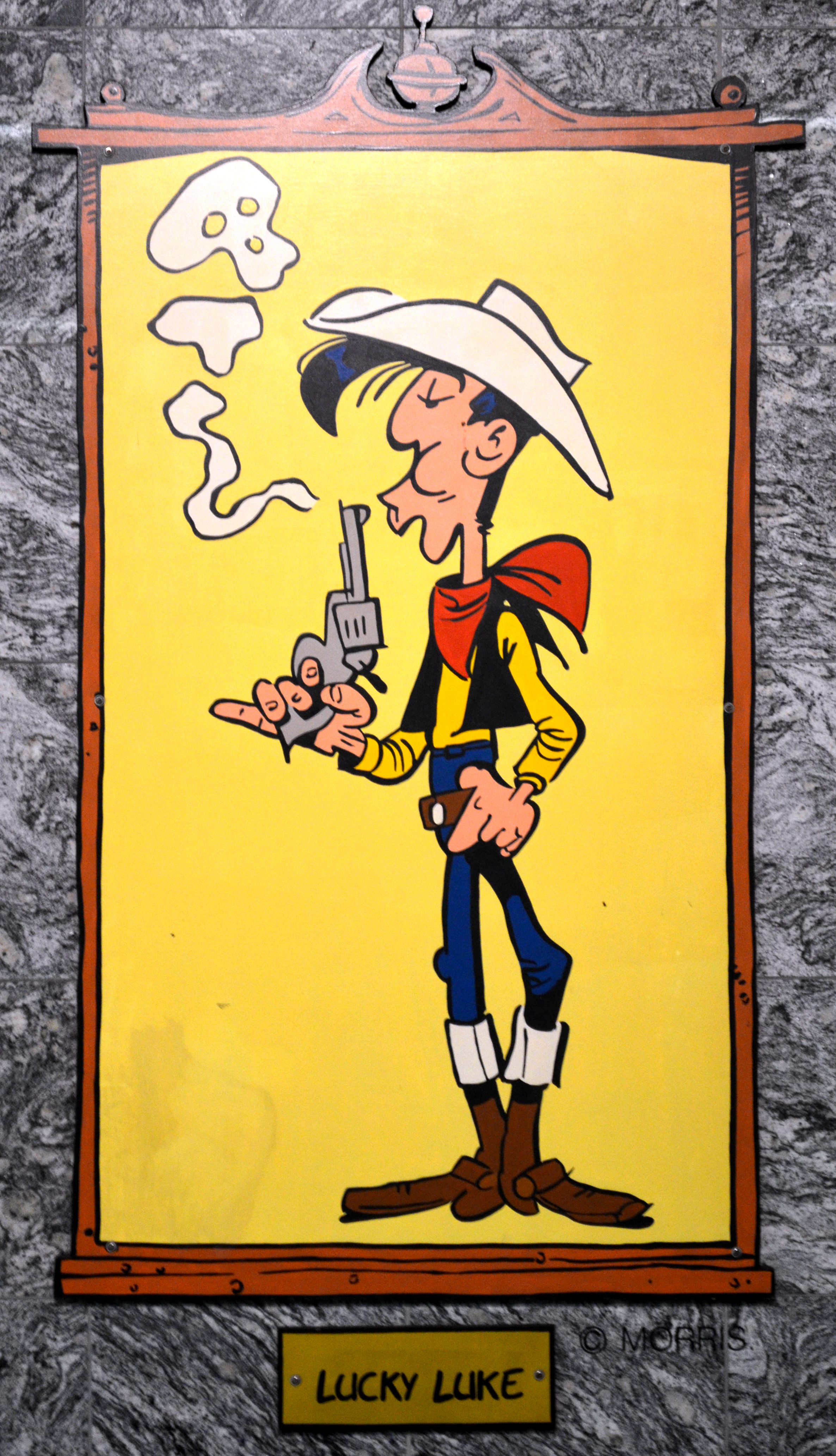
Mural en la estación de metro ligero de Janson, en Charleroi.

Lucky Luke, el «hombre que dispara más rápido que su propia sombra», es un vaquero que hace frente al crimen y a la injusticia deteniendo forajidos, escoltando caravanas de pioneros mormones y ejerciendo de mediador del Gobierno de los EE. UU. en misiones diplomáticas particularmente delicadas. El cowboy se caracterizaba en los inicios de la serie por tener constantemente un cigarrillo en la boca, aunque Morris lo sustituyó por una pajita en 1983, lo que le valió el reconocimiento de la Organización Mundial de la Salud.

### Jolly Jumper
El caballo de Luke es Jolly Jumper, «el caballo más listo del mundo». Increíblemente eficiente, siempre acude en ayuda de Lucky Luke cuando éste es secuestrado o encarcelado por sus enemigos. Lucky y Jolly se compenetran a la perfección: de hecho, el caballo entiende lo que dice el jinete, y suele hacer comentarios sarcásticos. Solo en algunas historietas (como en El bandido mecánico) se ha insinuado que Lucky Luke también entiende lo que dice Jolly.

### Los Dalton
Los adversarios recurrentes de las historias son los hermanos Dalton, cuatro tipos con pinta estúpida y malvada, llamados Joe, William, Jack y Averell, en orden creciente de altura y torpeza. Constantemente se escapan del penal donde están recluidos para sembrar el terror en las poblaciones vecinas y para cumplir el sueño de Joe Dalton: acabar con Lucky Luke, lo que, por supuesto, nunca consigue.

### Ran Tan Plan

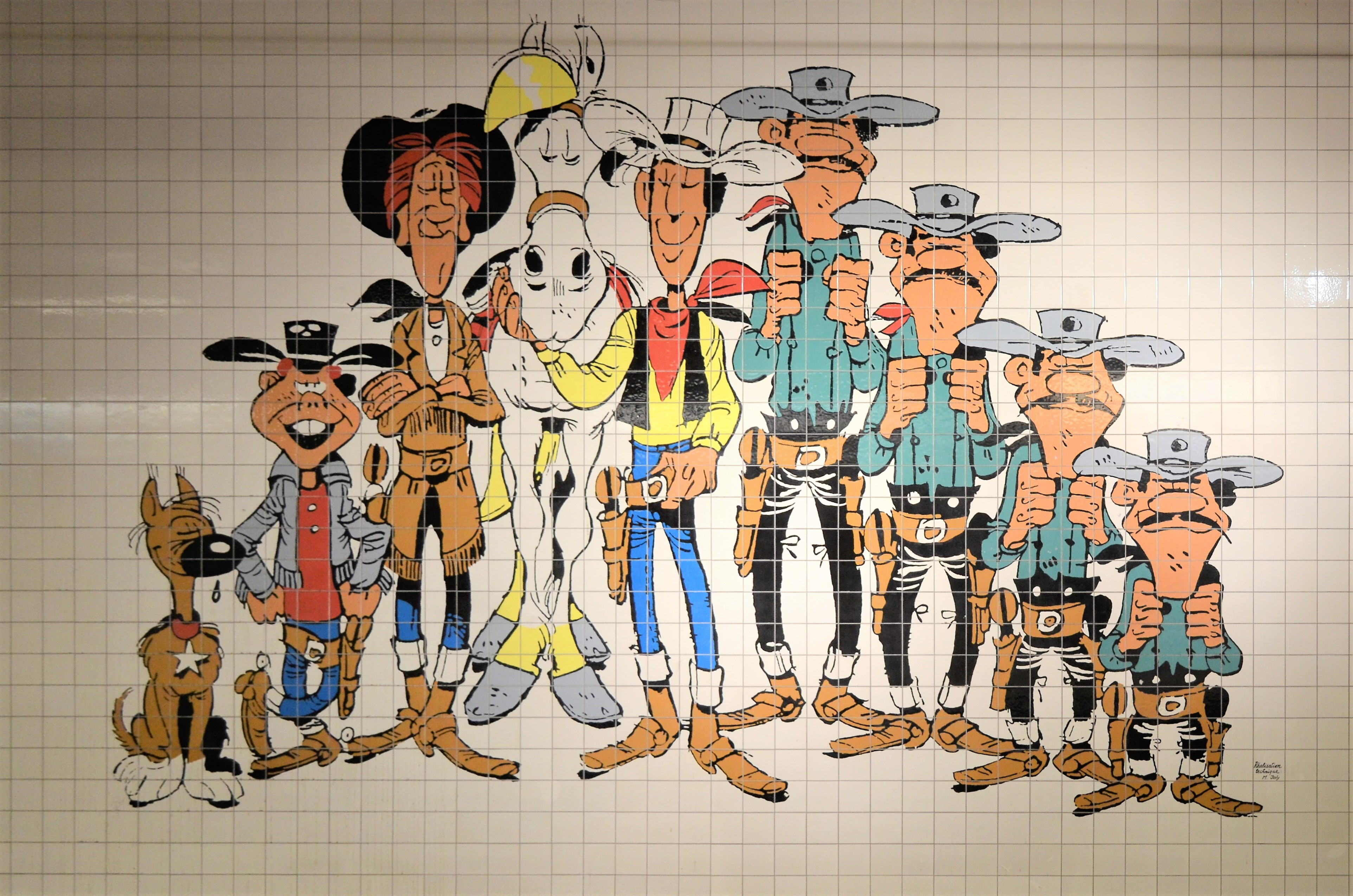
Ran Tan Plan, Billy el Niño, Calamity Jane, Jolly Jumper, Lucky Luke y los Hermanos Dalton: representación en la estación de metro de Parc, en Charleroi.

En el penal en el que están recluidos los Dalton está de guardián Ran Tan Plan, que es «el perro más estúpido del universo» y es absolutamente incapaz de seguir un rastro. Ran Tan Plan acompaña también a Lucky Luke en varias aventuras, para desesperación de Jolly Jumper, quien lo considera un error de la naturaleza.
Se asignó al personaje de Ran Tan Plan su propia serie, que fue trabajada por Morris y por otros dibujantes, y abarcó cinco números.

### Otros
En varias aventuras, Lucky Luke se encuentra con personajes reales del lejano oeste, como Calamity Jane, Billy el Niño, el juez Roy Bean o la banda de Jesse James. Luke también participa en hechos reales de la historia de los EE. UU., como la constitución del Pony Express, la colonización de Oklahoma, la aparición del telégrafo o la construcción del ferrocarril de costa a costa.

## Controversia por los cigarrillos

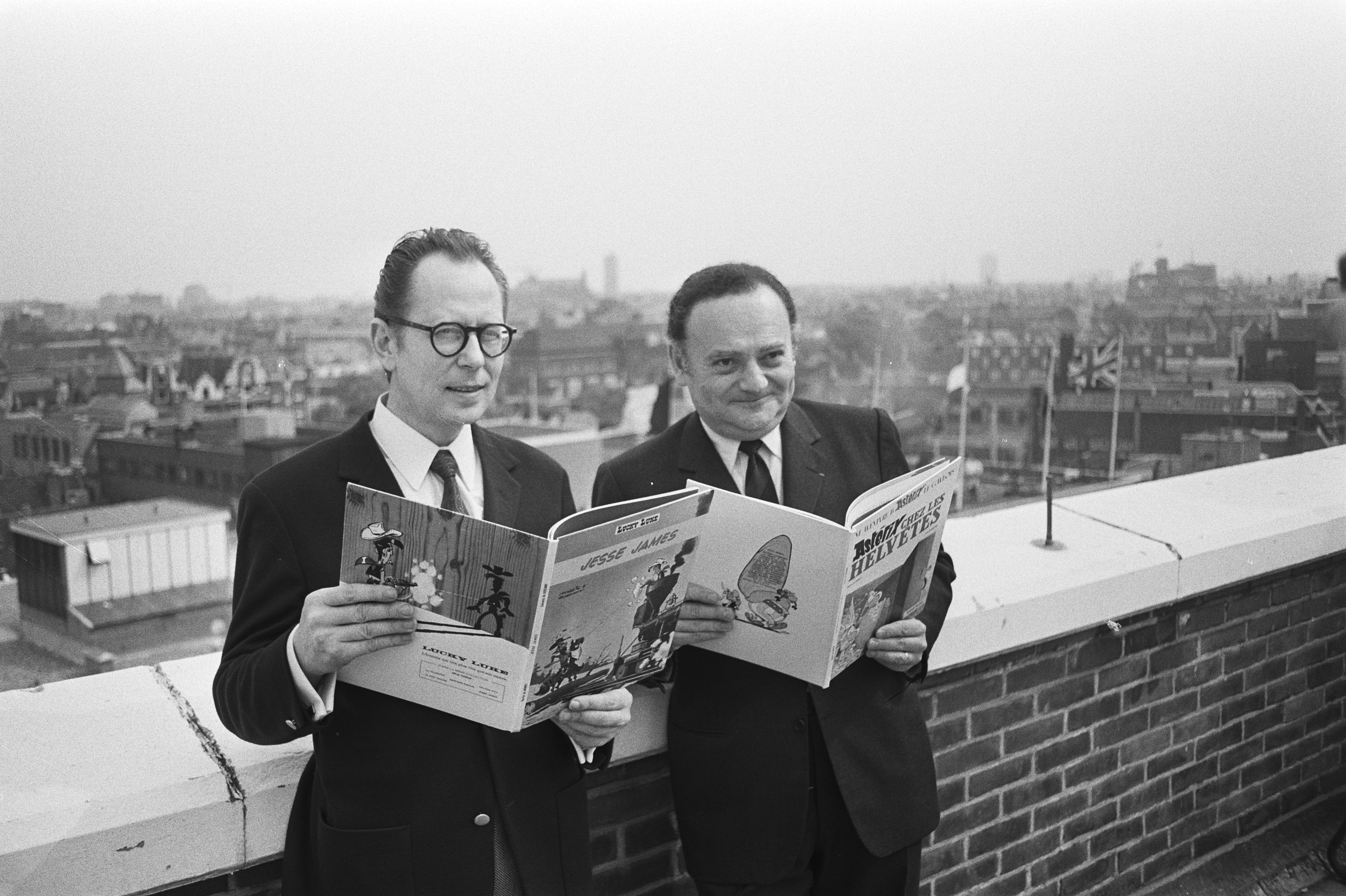
Morris con un ejemplar de Jesse James (publ. en álbum en 1969) y Goscinny con otro de Astérix en Helvecia (publ. en álbum en 1970).

Morris, que había sido criticado durante mucho tiempo por el cigarrillo de Lucky Luke, respondió a sus críticos que: «el cigarrillo forma parte del perfil del personaje, como la pipa de Popeye o Maigret». Se afirma que Morris fue forzado a retirar de la tira los cigarrillos que fumaba Lucky Luke, y que el personaje, que «solía ser un fumador empedernido», tuvo que dejar de fumar por «razones comerciales», al parecer para «acceder al mercado estadounidense.»
Morris recibió un premio de la Organización Mundial de la Salud en 1988 por sustituir el omnipresente cigarrillo de Luke por una pajita en la historia Dedos (1983). En la película animada de 2007 Tous à l'Ouest: Une aventure de Lucky Luke, se ve a Lucky Luke usando lo que parece ser un parche de nicotina y Luke menciona que antes tuvo que «masticar un trozo de paja durante un tiempo» justo después de dejar de fumar. En la historia de 1994 Le Pont sur le Mississippi (El puente sobre el Mississippi), se le ve liando un cigarrillo de nuevo, aunque afirma que era solo para ocultar su aburrimiento. Finalmente, en Sarah Bernhardt (1982), cuando la cocinera de Bernhardt enciende el fuego para hacer una tarta, a pesar de las estrictas órdenes de Luke de no hacerlo, se le ve liando un cigarrillo con un estado de ánimo iracundo. Luego enciende una cerilla, solo para que Jolly Jumper la apague y le recuerde sus propias órdenes de no encender fuego.

## Trayectoria editorial
El más famoso de los guionistas de la serie es René Goscinny, conocido por sus series Astérix e Iznogud. Tras la muerte de Goscinny, varios guionistas, como Bob de Groot, Patrick Nordmann, X. Fauche y Jean Léturgie, se alternaron en la tarea de escribir los nuevos guiones, y el propio Morris redactó el de algunos episodios.
Curiosamente, se han publicado pocas aventuras del vaquero en inglés. En español, sus historietas cortas (las menos destacadas de la serie) aparecieron en la revista Fuera Borda.
La colección, editada por la editorial belga Dupuis, consta de 31 números, a los que en la siguiente lista se añade en cada caso el título de la edición en castellano de Junior, de Grijalbo y Dargaud, seguido del de Planeta DeAgostini en caso de ser diferente:
1. La Mine d'or de Dick Digger (1949).[44] La mina de oro de Dick Digger (compuesto por dos aventuras: La mina de oro de Dick Digger y El doble de Lucky Luke).
2. Rodeo (1950). Rodeo (compuesto por tres aventuras: Rodeo, Desperado City y La carrera del oro de Buffalo Creek).
3. Arizona (1951). Arizona (en realidad es la primera historieta de Lucky Luke creada por Morris, en 1945, con el título Arizona 1880).
4. Sous le ciel de l'Ouest (1952). Bajo el cielo del Oeste (compuesto por tres aventuras: La vuelta de Joe Gatillo, Días de round-up y El gran combate).
5. Lucky Luke contre Pat Poker (1953). Lucky Luke contra Pat Poker (compuesto por dos aventuras: Limpieza en Red City y Tumulto en Tumbleweed).
6. Hors la loi. (1954). Fuera de La Ley (con la primera aparición de los Dalton).
7. L'Elixir du doctor Doxey (1955). El elixir del Doctor Doxio.
8. Lucky Luke et Phil Defer (1956). Al hambre.
9. Des Rails sur la prairie (1957). El ferrocarril en la pradera.
10. Alerta aux Pieds Bleus (1958). Alerta, los Pies Azules.
11. Lucky Luke contre Joss Jamon (1958). Lucky Luke contra Joss Jamón, o Lucky Luke contra Joss Jamon.
12. Les cousins Dalton (1958). Los primos de los Dalton o Los primos Dalton.
13. Le Juge (1959). El juez.
14. Ruée sur Oklahoma (1960). Carrera en Oklahoma. La gran carrera de Oklahoma.
15. L'evasión des Dalton (1960). La evasión de los Dalton. La fuga de los Dalton.
16. En Remontant le Mississippi (1961). Remontando el Mississipí. Misisipi arriba.
17. Sous la piste des Dalton (1962). Sobre la pista de los Dalton. Tras la Pista de los Dalton.
18. A l'ombre des Derricks. (1962). Petróleo.
19. Les rivaux de Painful Gulch (1962). Los rivales de Painful Gulch.
20. Billy «the Kid» (1962). Billy the Kid. Billy el Niño.
21. Les Collines Noires (1963). Las Colinas Negras.
22. Les Dalton dans le blizzard (1963). Los Dalton van al Canadá.
23. Les Dalton courent toujours (1964). Los Dalton en libertad.
24. La caravane (1964). La caravana.
25. La cité fantôme (1965). La ciudad fantasma.
26. Les Dalton se rachètent (1965). Indulto para los Dalton.
27. Le 7ème de Cavalerie (1965). El 7° De Caballería.
28. L'Escorte (1966). La escolta.
29. Des Barbelés sur la prairie (1967). Alambradas en la pradera.
30. Calamity Jane (1967). Calamity Jane.
31. Tortillas pour les Dalton (1967). Los Dalton van a México.

A partir de 1968, la Editorial francesa Dargaud y su filial Lucky Comics se encargaron de editar los siguientes números:
1. La Diligence (1968). La diligencia.
2. Le Pied-tendre (1968). El pie tierno.
3. Dalton City (1969). Dalton City.
4. Jesse James (1969). Jesse James.
5. Western Circus (1970). Western Circus.
6. Canyon Apache (1971). Cañón Apache.
7. Ma Dalton (1971). Mamá Dalton.
8. Chasseur de primes (1972). Cazador de recompensas.
9. Le Grand Duc (1973). El Gran Duque.
10. L'Héritage de Rantanplan (1973). La herencia de Ran-Tan-Plan.
11. Le Cavalier blanc (1975). El Jinete Blanco.
12. La Guérison des Dalton (1975). La curación de los Dalton.
13. L'Empereur Smith (1976). El Emperador Smith.
14. Le Fil qui chante (1977). El hilo que canta.
15. 7 Histoires de Lucky Luke (1977). 7 historias de Lucky Luke.
16. Le Magot des Dalton (1980). El tesoro de los Dalton.
17. La Ballade des Dalton (1980). La balada de los Dalton.
18. Le Bandit manchot (1981). El bandido mecánico.
19. Sarah Bernardt (1982). Sarah Bernhardt.
20. La Corde du pendu et autres histoires (1982). La cuerda del ahorcado y otras historias.
21. Daisy Town (1983). Daisy Town.
22. Fingers (1983). Dedos mágicos.
23. Le Daily Star (1984). Daily Star.
24. La Fiancée de Lucky Luke (1985). La novia de Lucky Luke.
25. Le Ranch maudit (1986). El rancho maldito.
26. Nitroglycérine (1987). Nitroglicerina.
27. L'Alibi (1987). La coartada.
28. Le Pony Express (1988). Pony Express.
29. L'Amnésie des Dalton (1991). La amnesia de los Dalton.
30. Chasse aux fantômes (1992). Caza de fantasmas.
31. Les Dalton à la Noce (1993). Solo ante los Dalton.
32. Le Pont sur le Mississippi (1994). El puente sobre el Mississipi.
33. Kid Lucky (1995).
34. Belle Starr (1995).
35. Le Klondike (1996).
36. O.K. Corral (1997).
37. Oklahome Jim (1997).
38. Marcel Dalton (1998).
39. Le Prophète (2000). El profeta.
40. L'Artiste peintre (2001). El artista pintor.
41. La Légende de l'Ouest (2002). La leyenda del Oeste.

Existe también un número especial, titulado La Bataille du Riz (1972), que recopila historias publicadas en Pocket Pilote, y fue editado para la compañía petrolera francesa Total S.A..
Desde el 2002, el dibujante Achdé ha producido para Lucky Comics los siguientes números:
1. La Belle Province (2004). Lucky Luke en Canadá.
2. La Corde au cou (2006). Con la soga al cuello.
3. L'Homme de Washington (2008). El hombre de Washington.
4. Lucky Luke contre Pinkerton (2010). Lucky Luke contra Pinkerton
5. Cavalier seul (2012). El jinete solitario.
6. Les Tontons Dalton (2014). Los tíos Dalton.
7. La Terre promise (2016). La tierra prometida.
8. Un cow-boy à Paris (2018). Un cowboy en París.
9. Un cow-boy dans le coton (2020). Un cowboy entre algodones.
10. L'Arche de Rantanplan (2022). El arca de Rantanplán.
11. Un cow-boy sous pression (2024). Un vaquero bajo presión.

Fuera de colección y en relación con Lucky Luke y con Morris, también se puede consultar:
- Morris vous apprend à dessiner Lucky Luke (Dargaud).
- L'Univers de Morris (Dargaud, 1988).
- La Face cachée de Morris (Lucky Comics).
- Banlieue west. Rocky Luke.

En el 2016, el artista Matthieu Bonhomme desarrolló una novela gráfica con el título de L'Homme qui tua Lucky Luke (El hombre que mató a Lucky Luke). Producida por Lucky Comics, la historia quiso ser un homenaje al personaje, pero sobre todo a Morris. Bonhomme lanzó un segundo álbum de homenaje en 2021 titulado Wanted Lucky Luke (Se busca Lucky Luke), y este mismo año aparecieron otros dos álbumes de homenaje, Lucky Luke se recycle de Mawil y Choco-Boys de Ralf König.

## Adaptaciones
Las historietas de Lucky Luke han sido adaptadas a la pequeña y a la gran pantalla en numerosas ocasiones, tanto en obras de animación como en otras de imagen del natural.

### Largometrajes de animación
- Lucky Luke, el intrépido (1971).
- Lucky Luke: La balada de los Dalton (1978).
- Lucky Luke: La fuga de los Dalton (1983).
- Tous à l'Ouest (2007).

### Series
- Lucky Luke (1984), serie de animación producida por Hanna-Barbera (26 episodios de 26 minutos).
- Lucky Luke (1991), serie de animación producida por IDDH (26 episodios de 26 minutos).
- Las aventuras de Lucky Luke (1993), serie dirigida y protagonizada por Terence Hill (8 episodios).
- Las nuevas aventuras de Lucky Luke (2001), serie de animación producida por Xilam Productions (52 episodios de 26 minutos).

### Películas
- Lucky Luke (1990), con dirección y actuación de Terence Hill.
- Los Dalton contra Lucky Luke (2004), dirigida por Philippe Haïm.

- Lucky Luke (2009), dirigida por James Huth.